# Glenn Meade
Pour les articles homonymes, voir Meade.
Glenn Meade est un auteur irlandais né à Finglas (en) en banlieue de Dublin en 1957. Il a écrit des romans et des pièces de théâtre.

## Carrière
Dans les années 1980, Meade a écrit et réalisé quelques pièces pour le théâtre Strand à Dublin. Il a travaillé également comme formateur de pilotes pour Aer Lingus avant de devenir journaliste pour The Irish Times et quelques journaux irlandais indépendants. En 1994, il sort son premier roman, Brandebourg, qui suscite beaucoup de critiques élogieuses. Il écrit maintenant à temps plein.
Ses livres ont été traduits dans de nombreuses langues dont le français, l'allemand, le suédois, le néerlandais, l'espagnol et le turc.

## Sources
- (en) Cet article est partiellement ou en totalité issu de l’article de Wikipédia en anglais intitulé « Glenn Meade » (voir la liste des auteurs).